# Galumna barnardi
Galumna barnardi är en kvalsterart som först beskrevs av Arthur P. Jacot 1940.  Galumna barnardi ingår i släktet Galumna och familjen Galumnidae. Inga underarter finns listade i Catalogue of Life.